# Титова Валентина Антипівна
Валентина Антипівна Титова (рос. Валенти́на Анти́повна Тито́ва; нар. 6 лютого 1942, Калінінград (нині Корольов), Московська область, РРФСР, СРСР) — радянська і російська акторка театру та кіно.

## Біографія
Закінчила театральну студію при Ленінградському Великому драматичному театрі (1964).
У 1970—1992 рр. — акторка Театру-студії кіноактора в Москві.
Знімається з 1963 р. (перша роль — стюардеса у фільмі «Усе залишається людям»). Тонка драматична акторка. Зіграла близько 90 ролей в кіно і телефільмах. Найбільшу популярність принесли ролі, зіграні в картинах її чоловіка — актора і кінорежисера Володимира Басова: Марія Гаврилівна («Заметіль»), Ніна, курсантка «Спиця» («Щит і меч»), Фреда Кеплен («Небезпечний поворот»), Марі («Повернення до життя»), Олена Тальберг («Дні Турбіних»).

## Сім'я
- Перший чоловік: Басов Володимир Павлович (1923—1987) — радянський актор та кінорежисер.
  - Син: Басов Олександр Володимирович — актор та режисер.
  - Дочка Єлизавета
- Другий чоловік: Рерберг Георгій Іванович (1937—1999) — кінооператор.

## Фільмографія
- «Усе залишається людям» (1963)
- «Заметіль» (1964, Марія Гаврилівна)
- «Східний коридор» (1966)
- «Фокусник» (1967, Даша, редакторка)
- «Продавець повітря» (т/ф, 1967, Нора)
- «Щит і меч» (1968, Ніна, курсантка «Спиця»)
- «Карусель» (1970)
- «Вашингтонський кореспондент» (1972)
- «Повернення до життя» (1972, Марі)
- «Небезпечний поворот» (1972, Фреда Кеплен)
- «Пам'ятай ім'я своє» (1974)
- «Крок назустріч» (1975)
- «Ау-у!» (1975)
- «Схід над Гангом» (1975, Мері)
- «Довгі версти війни» (1975)
- «Сентиментальний роман» (1976)
- «Дні Турбіних» (1976, Олена Тальберг)
- «Обмін» (1977)
- «Сімейні обставини» (1977)
- «Розклад на післязавтра»
- «Міміно» (1978)
- «Отець Сергій» (1978, Мері Короткова)
- «Блакитний карбункул» (1979, Графиня Моркар)
- «Зоряний інспектор» (1980)
- «Одного разу двадцять років потому» (1980)
- «Петровка, 38» (1980)
- «Карнавал» (1981, господарка квартири)
- «Державний кордон. Східний кордон» (1982, т/с)
- «Ніжний вік» (1983)
- «Водій автобуса» (1983)
- «Заповіт професора Доуеля» (1984, Марі Лоран)
- «Вісім днів надії» (1984)
- «ТАРС уповноважений заявити...» (1984, т/с, Галина Потапенко, реставратор)
- «Мертві душі» (1984)
- «Змієлов» (1985, Тамара)
- «Тітка Маруся» (ТБ, 1985)
- «І на камінні ростуть дерева» (1985)
- «Жінки, яким пощастило» (1989)
- «Ночувала хмаринка золота...» (1989, Шмідт, директор дитячого будинку)
- «Біс в ребро» (1990)
- «Божевільна Лорі» (1991, господиня песика Тобі)
- «Цар Іван Грозний» (1991, настоятелька монастиря)
- «Сім'янин» (1991)
- «Непередбачені візити» (1991)
- «Офіціант з золотим підносом» (1992)
- «Злочин не буде розкрито» (1992)
- рос. «Дымъ» (1992)
- «Дім» (1995)
- «Любити по-російськи» (1995)
- «Любити по-російськи 2» (1996)
- «Жінок ображати не рекомендується» (1999)
- «Вмирати легко» (1999)
- «Несподівана радість» (2005, Дар'я Михайлівна)
- «Амазонки» (2011, т/с)
- «Безцінне кохання» (2013)
- «Макарови» (2017)
- «З неба та в бій» (2021) та інших.

Ролі в фільмах українських кіностудій:
- «Продавець повітря» (1967, т/ф, 2 с, Нора; Одеська кіностудія)
- «Море нашої надії» (1971, Ольга; Одеська кіностудія)
- «Не мине і року...» (1973, К/ст ім. О. Довженка)
- «По вулицях комод водили» (1978, Одеська кіностудія)
- «Важка вода» (1979, К/ст ім. О. Довженка)